# Britt Strandberg
Britt Strandberg   (Hennan, 31 de març de 1934) és una esquiadora de fons sueca, ja retirada, que va competir durant la dècada de 1960.
El 1960 va prendre part als Jocs Olímpics d'Hivern de Squaw Valley, on va disputar dues proves del programa d'esquí de fons. En els 3x5 quilòmetres, formant equip amb Irma Johansson i Sonja Ruthström-Edström, guanyà la medalla d'or, mentre en els 10 quilòmetres fou desena. Quatre anys més tard, als Jocs d'Innsbruck, disputà tres proves del programa d'esquí de fons. Guanyà la medalla de plata en els 3x5 quilòmetres, formant equip amb Barbro Martinsson i Toini Gustafsson, i fou quarta en els 10 quilòmetres. La tercera, i darrera participació en uns Jocs va tenir lloc el 1968, a Grenoble, on novament i repetint les companyes guanyà la medalla de plata en la cursa dels 3x5 quilòmetres.
En el seu palmarès també destaquen dues medalles al Campionat del Món d'esquí nòrdic, de plata el 1962 i de bronze el 1966, sempre en la cursa de relleus de 3x5 quilòmetres. A nivell nacional guanyà el campionat suec dels 10 quilòmetres de 1961 i sis títols de relleus entre 1961 i 1967.